# Indycar Series
IndyCar Series, officiellt NTT IndyCar Series av sponsorskäl, är den främsta serien sanktionerad av Indy Racing League. Den körs på konventionella racerbanor, stadsbanor och ovalbanor främst i USA mellan mars och oktober. Tävlingsserien föddes 1996, efter att den tidigare IndyCar World Series delats upp i Cart och IndyCar Series.
Seriens absolut största evenemang är Indianapolis 500, som gett tävlingsserien dess namn. Evenemanget är det absolut största enskilda tävlingseventet med upp till 400 000 åskådare på plats. Nytt för 2023 är att det inte längre delas ut dubbla poäng vid Indy 500.

## Historia
1994 annonserade Tony George, president på Indianapolis Motor Speedway, att han planerade att starta sin egen serie för formelbilar, som ett billigare alternativ och mindre teknologiskt avancerat än Cart, som var den officiella serien då. Han drog tillbaka Indianapolis 500 från Cart-schemat, och inkluderade den i sin nya serie som till en början helt enkelt hette Indy Racing League. I början av seriens historia var det inte särskilt kända förare och team som deltog, förutom ett par äldre förare som Cart-stallen inte längre vill ha kvar. Efter sex år i relativ anonymitet förutom under Indydagen, klev serien in i rampljuset när Penske meddelade att de bytte till serien 2002. Året därpå flyttade Chip Ganassi Racing och Andretti Green Racing till serien, vilket gjorde den till den ledande serien inom amerikansk formelbilsracing.
Andretti Green Racing blev det mest framgångsrika teamet under de följande säsongerna, med Tony Kanaan, Dan Wheldon och Dario Franchitti alla som mästare för teamet. Den första säsongen med de kända överhopparna från Cart; 2003, vanns av Scott Dixon från Nya Zeeland i Ganassi, som även vann titeln 2008, och var en av decenniets mest framgångsrika förare. Sam Hornish Jr. var dock decenniets allra mest framgångsrika förare, då amerikanen vann serien 2001, 2002 och 2006, innan han bytte till Nascar.

### Sammanslagning med Champ Car
2008 tog IndyCar över Champ Car, sedan serien var på väg att gå i konkurs. Detta gjorde att det bara blev en högklassig formelbilsserie i USA, vilket ansågs nödvändigt för formelbilsracingens framtida intresse. George och IRL har ofta fått skulden för intressetappet sedan splittringen, och serien står i skuggan av Nascar när det gäller sponsorintäkter och förarlöner. Den kvinnliga stjärnan Danica Patrick har dock fått intresset för serien att öka i USA, liksom det faktum att den tvåfaldige vinnaren av Indianapolis 500, Hélio Castroneves vann Dancing with the Stars 2007. Tack vare dessa har intresset ökat, och Indianapolis 500 2008 var nästan fullsatt för första gången på länge.

## Bilar
Serien kör med chassin från Dallara och motorer från Honda och Chevrolet. Genom åren har ett antal chassitillverkare varit med, noterbart Panoz, vilka blev mästare med Scott Dixon 2003, och även Toyota som motortillverkare har tävlat i serien med framgång. Efter Panoz tillbakadragande 2005 beslutades att Dallaran skulle bli standardchassi i serien, och när även Toyota drog sig tillbaka efter att ha blivit förbisprungna av Honda har serien varit en specserie (alla har formellt samma material). Bränslet är en blandning mellan metanol och etanol. Motorn har ungefär 650 hk, och kan på Indianapolis nå 370 km/h. Bilen är dock ganska osmidig på vanliga racerbanor jämfört med en formel 1-bil, och även en Champ Carbil.

## Banor
Serien kördes under de första nio säsongerna enbart på ovalbanor, vilket klart skilje den från CART. Den första säsongen pågick bara våren 1996, och besökte bara tre banor: Walt Disney World Speedway utanför Orlando, Phoenix International Raceway i Phoenix i Arizona och även Indianapolis 500. Det innebar två korta ovaler och en superoval. Den andra säsongen gick mellan 1996 och 1997, och bestod av tio omgångar, varav fem på korta ovaler, fyra på mellanovaler och ett race på en superoval. Efter det utökades serien till elva omgångar 1998, innan tävlingskalendern bantades något de två följande säsongerna. Samtidigt blev Texas Motor Speedway säsongfinal, vilket den var fram till 2004.
Från och med 2001 körs serien med minst 13 omgångar, och mellan 2002 och 2004 bestod serien av cirka 16 omgångar, och allt fler mellanovaler lades till serien. Säsongen 2005 utökades serien med tre tävlingsbanor till för att vidga serien. De två NASCAR-banorna Watkins Glen och Sears Point samt ett stadslopp i Saint Petersburg i Florida, Honda Grand Prix of Saint Petersburg, lades till.
Det blev stora förändringar säsongen  2006, då kalendern bantades till 14 race, medan de tre racerbanetävlingarna var kvar. Säsongen 2007 såg det ut som om serien hittat en balans mellan bantyperna, efter att Mid-Ohio och Detroit lagts till i kalendern. 
Detta ändrades dock när Champ Car övertogs av IRL och vissa Champ Car-tävlingar skulle ingå i IndyCar. 
Long Beach och Edmonton lades snabbt till, vilka säsongen 2009 följdes av Torontos Grand Prix. Säsongen 2009 innehöll sammanlagt 17 tävlingar, tio på ovaler och sju på racerbanor.  
Följande banor har genom åren deltagit:
- Atlanta Motor Speedway
- California Speedway
- Charlotte Motor Speedway
- Chicagoland Speedway
- Detroit Belle Isle
- Dover International Speedway
- Edmonton Indy
- Gateway International Raceway
- Homestead-Miami Speedway
- Indianapolis Motor Speedway
- Iowa Speedway
- Kansas Speedway
- Kentucky Speedway
- Las Vegas Motor Speedway
- Long Beach Circuit (Long Beach Grand Prix)
- Michigan International Speedway
- Mid-Ohio Sports Car Course
- Milwaukee Mile
- Nashville Superspeedway
- Nazareth Speedway
- New Hampshire Motor Speedway
- Phoenix International Raceway
- Pikes Peak International Raceway
- Pocono Raceway
- Richmond International Raceway
- Streets of Saint Petersburg (Honda Grand Prix of Saint Petersburg)
- Sears Point Raceway
- Texas Motor Speedway
- Torontos Grand Prix
- Twin Ring Motegi
- Walt Disney World Speedway
- Watkins Glen International

## Säsonger
Följande tabell är en lista över mästerskapet som går tillbaka till IndyCars start 1996. Mästerskap som ägde rum före denna period räknar också som en del av ett kontinuerligt mästerskapet efter sammanslagningen av CART / Champ Car till Indy Racing League 2008. 2008 förvärvade Indy Racing League all immaterial egendom och historiska rekord som går tillbaka till 1909.
| Säsong    | Förarmästerskap      | Förarmästerskap | Förarmästerskap | Förarmästerskap       | Förarmästerskap | Förarmästerskap | Motormästerskap | Årets nybörjare     | Mest populära föraren |
| Säsong    | Förare               | Ålder           | Bil nr.         | Team                  | Chassi          | Motor           | Motormästerskap | Årets nybörjare     | Mest populära föraren |
| --------- | -------------------- | --------------- | --------------- | --------------------- | --------------- | --------------- | --------------- | ------------------- | --------------------- |
| 1996      | Scott Sharp          | 28              | 11              | A.J. Foyt Enterprises | Lola            | Ford-Cosworth   | Utdelades inte  | Utdelades inte      | Utdelades inte        |
| 1996      | Buzz Calkins         | 25              | 12              | Bradley Motorsports   | Reynard         | Ford-Cosworth   | Utdelades inte  | Utdelades inte      | Utdelades inte        |
| 1996–1997 | Tony Stewart         | 26              | 2               | Team Menard           | G-Force         | Oldsmobile      | Oldsmobile      | Jim Guthrie         | Arie Luyendyk         |
| 1998      | Kenny Bräck          | 32              | 14              | A.J. Foyt Enterprises | Dallara         | Oldsmobile      | Oldsmobile      | Robby Unser         | Arie Luyendyk         |
| 1999      | Greg Ray             | 33              | 2               | Team Menard           | Dallara         | Oldsmobile      | Oldsmobile      | Scott Harrington    | Scott Goodyear        |
| 2000      | Buddy Lazier         | 32              | 91              | Hemelgarn Racing      | Dallara         | Oldsmobile      | Oldsmobile      | Airton Daré         | Al Unser, Jr.         |
| 2001      | Sam Hornish Jr.      | 22              | 4               | Panther Racing        | Dallara         | Oldsmobile      | Oldsmobile      | Felipe Giaffone     | Sarah Fisher          |
| 2002      | Sam Hornish Jr. (2)  | 23              | 4               | Panther Racing        | Dallara         | Chevrolet       | Chevrolet       | Laurent Rédon       | Sarah Fisher          |
| 2003      | Scott Dixon          | 23              | 9               | Chip Ganassi Racing   | G-Force         | Toyota          | Toyota          | Dan Wheldon         | Sarah Fisher          |
| 2004      | Tony Kanaan          | 29              | 11              | Andretti Green Racing | Dallara         | Honda           | Honda           | Kosuke Matsuura     | Sam Hornish Jr.       |
| 2005      | Dan Wheldon          | 27              | 26              | Andretti Green Racing | Dallara         | Honda           | Honda           | Danica Patrick      | Danica Patrick        |
| 2006      | Sam Hornish Jr. (3)  | 27              | 6               | Pense Racing          | Dallara         | Honda           | Utdelades inte  | Marco Andretti      | Danica Patrick        |
| 2007      | Dario Franchitti     | 34              | 27              | Andretti Green Racing | Dallara         | Honda           | Utdelades inte  | Ryan Hunter-Reay    | Danica Patrick        |
| 2008      | Scott Dixon (2)      | 28              | 9               | Chip Ganassi Racing   | Dallara         | Honda           | Utdelades inte  | Hideki Mutoh        | Danica Patrick        |
| 2009      | Dario Franchitti (2) | 36              | 10              | Chip Ganassi Racing   | Dallara         | Honda           | Utdelades inte  | Raphael Matos       | Danica Patrick        |
| 2010      | Dario Franchitti (3) | 37              | 10              | Chip Ganassi Racing   | Dallara         | Honda           | Utdelades inte  | Alex Lloyd          | Danica Patrick        |
| 2011      | Dario Franchitti (4) | 38              | 10              | Chip Ganassi Racing   | Dallara         | Honda           | Utdelades inte  | James Hinchcliffe   | Dan Wheldon           |
| 2012      | Ryan Hunter-Reay     | 31              | 28              | Andretti Autosport    | Dallara         | Chevrolet       | Chevrolet       | Simon Pagenaud      | James Hinchcliffe     |
| 2013      | Scott Dixon (3)      | 33              | 9               | Chip Ganassi Racing   | Dallara         | Honda           | Chevrolet       | Tristan Vautier     | Tony Kanaan           |
| 2014      | Will Power           | 33              | 12              | Team Penske           | Dallara         | Chevrolet       | Chevrolet       | Carlos Muñoz        | Juan Pablo Montoya    |
| 2015      | Scott Dixon (4)      | 35              | 9               | Chip Ganassi Racing   | Dallara         | Chevrolet       | Chevrolet       | Gabby Chaves        | Justin Wilson         |
| 2016      | Simon Pagenaud       | 32              | 22              | Team Penske           | Dallara         | Chevrolet       | Chevrolet       | Alexander Rossi     | Bryan Clauson         |
| 2017      | Josef Newgarden      | 26              | 2               | Team Penske           | Dallara         | Chevrolet       | Chevrolet       | Ed Jones            | Conor Daly            |
| 2018      | Scott Dixon (5)      | 38              | 9               | Chip Ganassi Racing   | Dallara         | Honda           | Honda           | Robert Wickens      | James Hinchcliffe     |
| 2019      | Josef Newgarden (2)  | 28              | 2               | Team Penske           | Dallara         | Chevrolet       | Honda           | Felix Rosenqvist    | -                     |
| 2020      | Scott Dixon (6)      | 40              | 9               | Chip Ganassi Racing   | Dallara         | Honda           | Honda           | Rinus VeeKay        | Alexander Rossi       |
| 2021      | Álex Palou           | 24              | 10              | Chip Ganassi Racing   | Dallara         | Honda           | Honda           | Scott McLaughlin    | -                     |
| 2022      | Will Power (2)       | 41              | 12              | Team Penske           | Dallara         | Chevrolet       | Chevrolet       | Christian Lundgaard | -                     |
| 2023      | Álex Palou (2)       | 26              | 10              | Chip Ganassi Racing   | Dallara         | Honda           | Chevrolet       | Marcus Armstrong    | -                     |
| 2024      | Álex Palou (3)       | 27              | 10              | Chip Ganassi Racing   | Dallara         | Honda           | Chevrolet       | Linus Lundqvist     | -                     |

## Statistik

### Mästerskap efter förare
| Förare           | Totalt | Säsonger                           |
| ---------------- | ------ | ---------------------------------- |
| Scott Dixon      | 6      | 2003, 2008, 2013, 2015, 2018, 2020 |
| Dario Franchitti | 4      | 2007, 2009, 2010, 2011             |
| Sam Hornish Jr.  | 3      | 2001, 2002, 2006                   |
| Álex Palou       | 3      | 2021, 2023, 2024                   |
| Josef Newgarden  | 2      | 2017, 2019                         |
| Will Power       | 2      | 2014, 2022                         |
| Scott Sharp      | 1      | 1996                               |
| Buzz Calkins     | 1      | 1996                               |
| Tony Stewart     | 1      | 1997                               |
| Kenny Bräck      | 1      | 1998                               |
| Greg Ray         | 1      | 1999                               |
| Buddy Lazier     | 1      | 2000                               |
| Tony Kanaan      | 1      | 2004                               |
| Dan Wheldon      | 1      | 2005                               |
| Ryan Hunter-Reay | 1      | 2012                               |
| Simon Pagenaud   | 1      | 2016                               |

### Mästerskap efter lag
| Förare        | Totalt | Förares titlar                                                               | Tillverkarnas titlar                                 |
| ------------- | ------ | ---------------------------------------------------------------------------- | ---------------------------------------------------- |
| Honda         | 19     | 2004, 2005, 2006, 2008, 2009, 2010, 2011, 2013, 2018, 2020, 2021, 2023, 2024 | 2004, 2005, 2018, 2019, 2020, 2021                   |
| Chevrolet     | 17     | 2002, 2012, 2014, 2015, 2016, 2017, 2019, 2022                               | 2002, 2012, 2013, 2014, 2015, 2016, 2022, 2023, 2024 |
| Oldsmobile    | 10     | 1996–1997, 1998, 1999, 2000, 2001                                            | 1996–1997, 1998, 1999, 2000, 2001                    |
| Toyota        | 2      | 2003                                                                         | 2013                                                 |
| Ford-Cosworth | 1      | 1996                                                                         | ingen                                                |